# Церковь Святого Елисея (Нидж)
Церковь Святого Елисея (азерб. Müqəddəs Yelisey kilsəsi, удин. Ĭvĕl Yeliseyi s'iyen C'otari Gergeś, арм. Սուրբ Եղիշե եկեղեցի) или Церковь Чотари (азерб. Cotaari məbədi) — бывшая армянская церковь, ныне используемая Албано-удинской религиозной общиной Азербайджана, расположенная на территории посёлка Нидж Габалинского района Азербайджана.

## История
Церковь построена в 1823 году местным священником Аствацатуром Иотанянцом на могиле и часовне мученика Власилия Севастийского, ученика Святого Елисея. Его отремонтировали в 1879 году местные жители.

## Споры
Его снова отремонтировали в 2004 году в рамках проекта, финансируемого Норвежским гуманитарным предприятием. Уничтожение во время ремонта армянских надписей, связанных с церковью, вызвало протест со стороны посла Норвегии в Азербайджане Стейнара Гила, который отказался присутствовать на повторном открытии памятника и сравнил стирание с разрушением Бамианских статуи Будды. Посольство Норвегии в [Баку] назвало разрушение «актом вандализма». Были уничтожены три надписи на стенах церкви, в том числе две на притолоке и тимпане южного входа; Армянские надписи на надгробиях, окружавших церковь, также были стерты. Уничтожение надписей, а также навешивание Азербайджаном на церковь ярлыка «албанской» и отрицание того, что церковь имела армянскую идентичность, были описаны как часть более широкого «культурного геноцида против армянских памятников в Азербайджане».
В мае 2018 года в докладе, представленном Генеральной Ассамблее ООН постоянным представительством Армении при ООН, стирание армянских надписей в Нидже было приведено в качестве доказательства того, что «все работы по реставрации христианских архитектурных памятников в Азербайджане проводились таким образом, чтобы уничтожить следы армянской архитектуры, а также армянские надписи».

## Священники
В Национальном архиве Армении хранится несколько документов, касающихся священников, когда-то служивших в церкви:
- 1832 — 1857 — Аветик Оганджанян Джотанянц[11][12]. Он был внуком основателя Енгибара Аствацатура Йотанианца, могила находится возле южной стены церкви.
- 1859 – 1885 — Оганес Тер-Аствацатриан Иотанянц[13].
- 1879-27.12.1910 — Амбарцум (Оганес) Авагян Даллакиянц[14].

## Настоящее время
Бывшая церковь, освященная по армянскому апостольскому обряду, сейчас служит главным духовным и культурным центром жителей Ниджа.